# Giorgio Schiavone
Giorgio Schiavone, egentligen Juraj Ćulinović, född 1436 eller 1437 i Scardona, död 1504 i Sebenico, var en kroatisk-italiensk konstnär.
Schiavone kom från Dalmatien och var elev till Francesco Squarcione vid Paduaskolan ca 1456–1460. 1462 var han i Zara, 1463 i Sebenico, där han tillbringade större delen av sitt återstående liv. Sporadiskt besökte han Padua, bland annat 1476. Ingen av hans bilder är daterade, men efter ungdomsåren i Padua tycks han ha målat mycket litet. Hans egentliga yrke var köpman,han ägde flera skepp och handlade med trävaror, salt och ost. Stilistiskt ankyter han främst till sin lärare Squarcione men även till Andrea Mantegna och Fra Filippo Lippi.